# Prêmio Lo Nuestro para Colaboração do Ano
O Prêmio Lo Nuestro para Colaboração do Ano é uma das categorias dos Prêmios Lo Nuestro apresentados anualmente pela emissora televisiva estadunidense Univision. O prêmio é concedido a artistas musicais em reconhecimento pela excelência sonora de suas respectivas colaborações musicais lançadas ao longo do ano anterior à cerimônia, sendo uma das seis "Categorias Gerais" da premiação. Os indicados e vencedores são previamente selecionados através de votação entre estações de rádio de língua espanhola nos Estados Unidos e também com base no desempenho nas paradas musicais latinas da Billboard.
Ao longo de sua história, os Prêmios Lo Nuestro originalmente sempre premiavam álbuns por gênero musical específico e sem nenhuma categoria geral. A categoria "Colaboração do Ano" têm sido apresentada continuamente pela Univision desde 2010 como parte das Categorias Gerais da premiação, com exceção nas edições de 2015 a 2019, quando foi apresentada nas duas subcategorias "Geral" e "Urbana".
O cantor porto-riquenho Luis Fonsi foi o primeiro vencedor da categoria por sua colaboração com Aleks Syntek, David Bisbal e Noel Schajris na canção "Aquí estoy yo". No ano seguinte, o cantor e compositor espanhol Enrique Iglesias venceu a categoria com a canção "Cuando me enamoro", um dueto com o cantor dominicano Juan Luis Guerra. Em 2013, Prince Royce tornou-se o artista mais recorrente da categoria ao vencê-la pelo segundo ano consecutivo com sua colaboração com a banda Maná em "El verdadero amor perdona". A partir do ano de 2015, a categoria "Colaboração do Ano" foi dividida em quatro subcategorias: "Colaboração Pop do Ano", "Colaboração Tropical do Ano", "Colaboração Regional do Ano" e "Colaboração Urbana do Ano". No ano seguinte, a categoria voltou a ser uma das Categorias Gerais da premiação e foi concedida a Nicky Jam e Enrique Iglesias pelo dueto "El perdón".

## Vencedores e indicados
| Ano  | Ano       | Vencedores                                             | Obra                        | Indicados | Ref.   |
| ---- | --------- | ------------------------------------------------------ | --------------------------- | --- | ------ |
| 2010 | 2010      | Luis Fonsi, Aleks Syntek, David Bisbal e Noel Schajris | "Aquí estoy yo"             | - "All Up 2 You" – Aventura, Akon e Wisin & Yandel - "Eso de Quererte" – Fidel Rueda e Los Buitres - "Imparable" – Tommy Torres e Jesse & Joy - "No hay nadie como tú" – Calle 13 e Café Tacvba | [ 6 ]  |
| 2011 | 2011      | Enrique Iglesias e Juan Luis Guerra                    | "Cuando me enamoro"         | - "Colgando en tu manos" – Carlos Baute e Marta Sánchez - "Gracias a ti" – Wisin & Yandel e Enrique Iglesias - "Looking for Paradise" – Alejandro Sanz e Alicia Keys - "Mi cama huele a ti" – Tito El Bambino e Zion y Lennox | [ 7 ]  |
| 2012 | 2012      | Daddy Yankee e Prince Royce                            | "Ven conmigo"               | - "Culiacán vs Mazatlán" – Calibre 50 e Gerardo Ortíz - "Día de Suerte" – Alejandra Guzmán e Moderatto - "Lo mejor de mi vida eres tú" – Ricky Martin e Natalia Jiménez - "Rabiosa" – Shakira e El Cata | [ 8 ]  |
| 2013 | 2013      | Maná e Prince Royce                                    | "El verdadero amor perdona" | - "Bailando por el mundo" – Juan Magan, Pitbull e El Cata - "¡Corre!" – Jesse & Joy e La Republika - "Dutty Love" – Don Omar e Natti Natasha - "Mi Santa" – Romeo Santos e Tomatito | [ 9 ]  |
| 2014 | 2014      | Tito El Bambino e Marc Anthony                         | "¿Por qué les mientes?"     | - "Algo Me Gusta de Ti" – Wisin & Yandel, Chris Brown e T-Pain - "Como Le Gusta a Tu Cuerpo" – Carlos Vives e Michel Teló - "Gente Batallosa" – Calibre 50 e Banda Carnaval - "Pegaíto Suavecito" – Elvis Crespo e Fito Blanko | [ 10 ] |
| 2015 | Pop       | Enrique Iglesias, Descemer Bueno e Gente de Zona       | "Bailando"                  | - "Dónde está el amor" – Pablo Alborán e Jesse & Joy - "El perdedor" – Enrique Iglesias e Marco Antonio Solís - "La noche es tuya" – 3Ball MTY, América Sierra e Gerardo Ortíz - "Mi peor error" – Alejandra Guzmán e Yandel | [ 11 ] |
| 2015 | Tropical  | Enrique Iglesias e Romeo Santos                        | "Loco"                      | - "Cuando nos volvamos a encontrar" – Carlos Vives e Marc Anthony - "Love & Party" – Joey Montana e Juan Magan - "Odio" – Romeo Santos e Drake - "Se fue" – Laura Pausini e Marc Anthony | [ 11 ] |
| 2015 | Regional  | Tito Torbellino e Espinoza Paz                         | "Te la pasas"               | - "Al Estilo Mafia" – Saúl El Jaguar e La Bandononona Clave Nueva De Max Peraza - "El Bueno y el Malo" – Colmillo Norteño e Banda Tierra Sagrada - "Entrega de Amor" – Los Ángeles Azules e Saúl Hernández - "Fin de Semana" – La Original Banda El Limón de Salvador Lizárraga e Río Roma | [ 11 ] |
| 2015 | Urbana    | J Balvin e Farruko                                     | "6 AM"                      | - "Adrenalina" – Wisin, Jennifer Lopez e Ricky Martin - "La temperatura" – Maluma e Eli Palacios - "Moviendo caderas" – Yandel e Daddy Yankee - "Passion Whine" – Farruko e Sean Paul | [ 11 ] |
| 2016 | 2016      | Nicky Jam e Enrique Iglesias                           | "El perdón"                 | - "Debajo del sombrero" – Leandro Ríos e Pancho Uresti - "Mi verdad" – Maná e Shakira - "Yo también" – Romeo Santos e Marc Anthony | [ 12 ] |
| 2017 | Geral     | Enrique Iglesias e Wisin                               | "Duele el corazón"          | - "Como lo Hacía Yo" – Ken-Y e Nicky Jam - "Tomen Nota" – Adriel Favela e Los del Arroyo - "Traidora" – Gente de Zona e Marc Anthony | [ 13 ] |
| 2017 | Urbana    | IamChino, Pitbull, Yandel e Chacal                     | "Ay mi Dios"                | - "Chillax" – Farruko e Ky-Mani Marley - "Como lo hacía yo" – Ken-Y e Nicky Jam - "Disfruta la vida" – Antonio Baullo, J Álvarez e Flex - "Mayor que yo 3" – Luny Tunes, Daddy Yankee, Wisin, Don Omar e Yandel - "Not a Crime" – Play-N-Skillz e Daddy Yankee - "Que se sienta el deseo" – Wisin e Ricky Martin | [ 13 ] |
| 2019 | Geral     | Reik, Ozuna e Wisin                                    | "Me niego"                  | - "Fino pero sordo" – Julión Álvarez e Hansen Flores - "Justicia" – Silvestre Dangond e Natti Natasha - "X" – Nicky Jam e J Balvin | [ 14 ] |
| 2019 | Crossover | DJ Snake, Cardi B, Ozuna e Selena Gomez                | "Taki Taki"                 | - "Calypso" – Luis Fonsi e Stefflon Don - "Está Rico" – Marc Anthony, Bad Bunny e Will Smith - "I Like It" – Cardi B, Bad Bunny e J Balvin - "Mia" – Bad Bunny e Drake | [ 14 ] |
| 2020 | 2020      | Daddy Yankee e Snow                                    | "Con calma"                 | - "Contra La Pared" – Sean Paul e J Balvin - "I Can't Get Enough" – Benny Blanco, Tainy, Selena Gomez e J Balvin - "R.I.P." – Sofía Reyes, Rita Ora e Anitta - "Runaway" – Sebastián Yatra, Jonas Brothers, Daddy Yankee e Natti Natasha | [ 5 ]  |
| 2021 | 2021      | J Balvin, Dua Lipa, Bad Bunny e Tainy                  | "Un Dia (One Day)"          | - "Hawái" – Maluma e The Weeknd - "Mamacita" – Black Eyed Peas, Ozuna e J. Rey Soul - "Me gusta" – Anitta, Cardi B e Myke Towers - "Me quedaré contigo" – Pitbull, Ne-Yo e Lenier - "Qué maldición" – Banda MS de Sergio Lizárraga e Snoop Dogg - "RITMO" – Black Eyed Peas e J Balvin - "Súbelo (Further Up)" – Static & Ben El Tavori, Pitbull e Chesca - "TKN" – Rosalía e Travis Scott - "Tusa" – Karol G e Nicki Minaj | [ 15 ] |
| 2022 | 2022      | J Balvin e Skrillex                                    | "In Da Ghetto"              | - "Del Mar" – Ozuna, Doja Cat e Sia - "Don't Be Shy" – Tiësto e Karol G - "Girl Like Me" – Black Eyed Peas, Shakira e Twocolors - "Kesi" – Camilo e Shawn Mendes | [ 16 ] |
| 2023 | 2023      | Rosalía e The Weeknd                                   | "La fama"                   | - "Nostálgico" – Rvssian, Rauw Alejandro e Chris Brown - "SG" – DJ Snake, Ozuna, Megan Thee Stallion e Lisa - "Sigue" – J Balvin e Ed Sheeran - "Sin fin" – Romeo Santos e Justin Timberlake | [ 17 ] |